# Patilhas

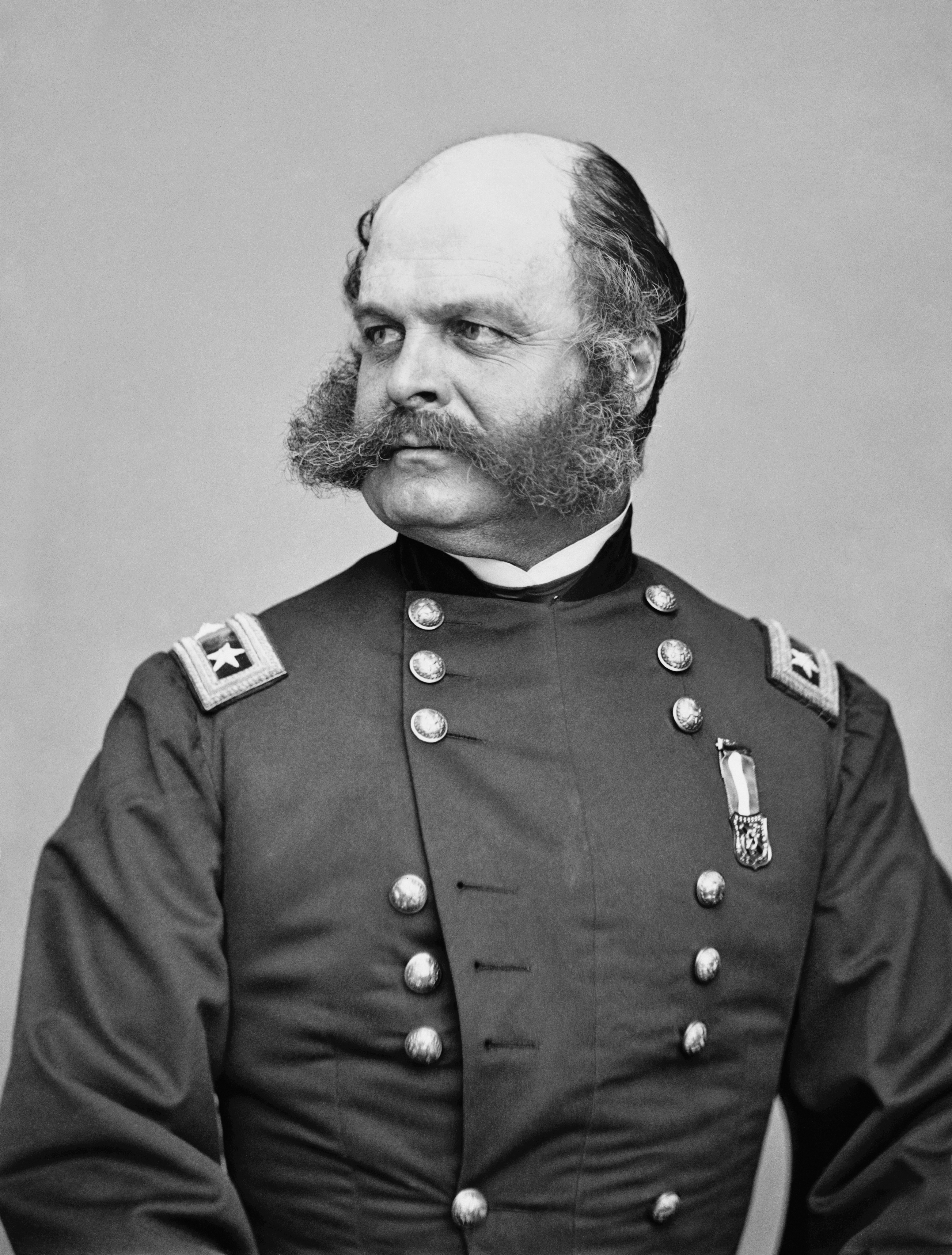
O general americano Ambrose Burnside e suas patilhas (ou suíças).

As patilhas (também conhecidas como suíças ou costeletas) são a parte da barba e cabelo de alguns homens que se encontra junto à orelha.